# 묵계 유복립 묘
묵계 유복립 묘는 대한민국 경기도 용인시 처인구 양지면 송문리에 있다. 2007년 6월 29일 용인시의 향토문화재 제59호로 지정되었다.